# Липатников, Владимир Иванович
Владимир Иванович Липатников (1943—2019) — советский партийный и государственный деятель, председатель Сыктывкарского горисполкома (1988—1990).

## Биография
Родился 8 октября 1943 в Кировграде (Свердловская область). Член КПСС (1974—1991).
С 1960 работал слесарем по ремонту паровозов на медеплавильном комбинате.
Окончил Уральский лесотехнический институт по специальности инженер-технолог по автоматизации (1970) и заочное отделение Высшей партийной школы по специальности партийное и советское строительство (1988).
- 1970—1978 инженер на Сыктывкарском лесопромышленном комплексе, позже — главный инженер гидролизного производства;
- 1978—1980 заведующий промышленно-транспортным отделом Эжвинского райкома КПСС;
- 1980—1985 директор Сыктывкарской фабрики нетканых материалов;
- 1985—1988 второй секретарь Сыктывкарского горкома КПСС;
- с 1988 член Коми обкома КПСС.

С 23 июня 1988 по 7 апреля 1990 — председатель Сыктывкарского городского Совета народных депутатов.
В 1988 в составе команды спасателей от Коми АССР принимал непосредственное участие в ликвидации последствий землетрясения в Ленинакане, в дальнейшем организовывал оказание помощи для пострадавших.
С 1990 — зав. отделом жилищно-коммунального хозяйства Совета Министров Коми АССР.
С июля 1992 — президент Союза предпринимателей Республики Коми. Затем — первый вице-президент Союза промышленников и предпринимателей Республики Коми — регионального отделения РСПП.
С января 1994 — управляющий региональным филиалом АКБ «Московский Банк Реконструкции и Развития» в Сыктывкаре. Затем — управляющий сыктывкарского филиала «Гута-банк».
29 октября 2002 по 3 ноября 2010 — исполнительный директор Коми республиканского фонда им. И. П. Морозова.
Умер 14 апреля 2019 года в Сыктывкаре.

## Награды и звания
- Заслуженный работник народного хозяйства Коми АССР[2].
- Медаль «Ветеран труда».
- Победитель российского конкурса «Менеджер года в банковской сфере» в номинации эффективная инвестиционная политика (2003)[3].
- Медаль ордена «За заслуги перед Отечеством» 2-й степени (2006).
- Почётный гражданин города Сыктывкара (20.08.2020 — посмертно)[4].